# Маномен (округ Сент-Луїс, Міннесота)
Маномен (англ. Mahnomen) — переписна місцевість (CDP) в США, в окрузі Сент-Луїс штату Міннесота. Населення — 231 особа (2020).

## Географія
Маномен розташований за координатами 46°46′23″ пн. ш. 92°32′30″ зх. д. / 46.77306° пн. ш. 92.54167° зх. д. (46.773117, -92.541787).  За даними Бюро перепису населення США в 2010 році переписна місцевість мала площу 3,27 км², уся площа — суходіл.

## Демографія
Згідно з переписом 2010 року, у переписній місцевості мешкало 239 осіб у 69 домогосподарствах у складі 52 родин. Густота населення становила 73 особи/км².  Було 72 помешкання (22/км²).
Расовий склад населення:
| - 81,6 % — корінних американців - 13,0 % — білих - 0,8 % — вихідців з тихоокеанських островів |

До двох чи більше рас належало 4,6 %. Частка іспаномовних становила 2,9 % від усіх жителів.
За віковим діапазоном населення розподілялося таким чином: 42,7 % — особи молодші 18 років, 54,0 % — особи у віці 18—64 років, 3,3 % — особи у віці 65 років та старші. Медіана віку мешканця становила 22,2 року. На 100 осіб жіночої статі у переписній місцевості припадало 79,7 чоловіків;  на 100 жінок у віці від 18 років та старших — 75,6 чоловіків також старших 18 років.
Середній дохід на одне домашнє господарство  становив 33 005 доларів США (медіана — 25 250), а середній дохід на одну сім'ю — 31 022 долари (медіана — 19 063). За межею бідності перебувало 54,9 % осіб, у тому числі 71,4 % дітей у віці до 18 років та 0,0 % осіб у віці 65 років та старших.
Цивільне працевлаштоване населення становило 52 особи. Основні галузі зайнятості: мистецтво, розваги та відпочинок — 30,8 %, освіта, охорона здоров'я та соціальна допомога — 28,8 %, науковці, спеціалісти, менеджери — 11,5 %, будівництво — 11,5 %.